# Westport (Nowy Jork)
Westport – miasto w Stanach Zjednoczonych, w stanie Nowy Jork, w hrabstwie Essex.